# Frechinia texanalis
Frechinia texanalis là một loài bướm đêm trong họ Crambidae.